# Karl Lachmann
Karl Konrad Friedrich Wilhelm Lachmann (Brunswick, Alemania, 4 de marzo de 1793-Berlín, Alemania, 13 de marzo de 1851) fue un filólogo alemán y editor de textos clásicos grecolatinos, bíblicos y germánicos, creador del método de ecdótica y crítica textual.

## Biografía
Estudió en Leipzig y Gotinga. En 1815 formaba parte del ejército prusiano que llegó a París en el marco de las guerras Napoleónicas. En enero de 1818 fue nombrado profesor extraordinario de filología clásica en la Universidad de Königsberg (actualmente Kaliningrado) y dedicó su tiempo libre a la germanística y la poesía medieval alemana. Fue después profesor en la universidad de Friedrich Wilhelm de Berlín (1825-51) y, en 1830, miembro de la Academia de Ciencias de esta ciudad. Dedicó su vida a la investigación de la lengua y la literatura del antiguo y medio alto alemán; delineó los principios fonéticos y métricos del alto alemán medio en trabajos tempranos de 1816-17. Su obra mayor en este campo es La forma primitiva de los «Nibelungos» (1826). Después se orientó preferentemente al estudio de la crítica textual de la literatura grecolatina. Entre otros, editó a Propercio (1816; 2.ª ed. 1829, con Catulo y Tibulo), Genesius (1834); Terentianus Maurus (1836); Babrio (1845); Aviano (1845); Gayo (1841-1842); los Agrimensores Romani (1848-1852) y Lucilio (editado tras su muerte por Vahlen, 1876). También tradujo los Sonetos de Shakespeare y Macbeth (1829). Dedicó los últimos años de su vida, desde 1845, a editar el De rerum natura de Lucrecio (1850), que se considera su obra maestra. 

## Su método
Según su método, la recensio debe conducir al llamado archetypus o arquetipo, situado la mayor parte de las veces en la época de la transliteración, y si el cotejo de los manuscritos no tenía como resultado una lección original convincente, era necesaria sólo entonces la emendatio, criterio mucho más restringido y científico que el de los humanistas italianos que hacían un amplio uso de la emendatio ope ingenii o según su juicio. Desarrolló este método en sus trabajos sobre los poetas latinos y lo llevó a su perfección en el estudio de los manuscritos del Nuevo Testamento, con lo que pudo desautorizar el textus receptus en su edición del mismo en 1831. Su libro Consideraciones sobre la Ilíada (1837-1843) influyó poderosamente en los estudios sobre Homero, aunque sus conclusiones han quedado hoy desfasadas.

## Obra
- Betrachtungen über Homers Ilias (Berlín, 1837).
- Observationes criticae (Götting. 1815).
- De choricis systematis tragicorum graecorum (Berlín 1819).
- De mensura tragoediarum (1822)
- Über die ursprüngliche Gestalt des Gedichts der Nibelunge Noth (Gotinga 1816).
- Über die Leiche der deutschen Dichter des 12. und 13. Jahrhunderts (1829).
- Über althochdeutsche Betonung und Verskunst (1831).
- Über das Hildebrandslied (1833).
- Über Singen und Sagen (1833).
- Über den Eingang des Parzival (1835).

## Ediciones
- Lucrecio, De rerum natura (Berlín 1850).
- Propercio (Leipzig 1816; Berlín 1829).
- Tibulo (Berlín 1829).
- Catulo (Berlín 1829)
- Nuevo Testamento (Berlín 1831)
- Genesio (Bonn 1834).
- Terenciano Mauro (Berlín 1836).
- Gayo (Bonn 1841 u. Berlín 1842).
- Babrio, Fábulas (Berlín 1845).
- Aviano (Berlín 1845).